# 공정언론시민연대
공정언론시민연대(약어 공언련)는 2008년 9월 30일 발족한 뉴라이트 계열의 언론감시기구이다. 공동대표는 MBC보도국 출신으로 한국언론인연합회 회장을 맡고 있는 이상열, 동아일보 논설위원을 역임하고 현재 대한언론인회 부회장인 문명호, 이재교 변호사겸 인하대교수이다. 또한 조선일보의 류근일 고문과 언론인 중앙일보 논설위원 출신의 봉두완, 최동호 전 KBS 부사장 등이 참여를 하였다.

## 개요
공정언론 시민연대는 〈창립선언문〉에서 ‘병풍’, ‘탄핵’,‘촛불 시위’ 등의 보도를 편파방송, 언론의 위선이라고 규정짓고, 단호하게 맞선다는 주장을 하고 있다. 2008년 9월부터 2009년 1월까지의 보도자료 81개 중 대부분은 한국방송과 문화방송의 편파방송, 불공정 방송 프로그램을 주장한 보고서이다.
이재교 현 인하대학교 법대 교수로 뉴라이트 계열의 자유주의연대 부대표이며, 고문인 김우룡은 MBC 프로듀서 출신으로  1988년 KBS 자문위원과 2006년 한나라당 추천의 제3기 방송위원회 위원이며. 2008년 1월 24일 한국방송 사장 정연주의 사퇴를 촉구하는 성명서를 발표하였다.
대표인 이상열은 문화방송 보도국 앵커 출신으로 현 한국언론인연합회 회장이며, 공동 대표인 문명호는 동아일보 기자를 거쳐 논설위원, 문화일보 이사 겸 논설주간 출신이며, 현 대한언론인회 부회장이다. 고문인 성병욱은 전 중앙일보 정치부장을 역임하였고, 2009년 1월 16일 한국신문윤리위원회 독자불만처럼 위원 겸, 윤리위원으로 위촉되었다.
고문인 최동호는 제5공화국 ~ 6공화국때 KBS 보도본부장을 역임하였으며, 2005년 제4대 세종사이버대학교 총장, 현 육아방송 대표이사, 세종캐피탈 상임고문을 맡고 있다.
최홍재 공정언론시민연대 사무처장은 MBC재단 방송문화진흥회 이사(2009년 8월 ~ 2012년 1월)를 역임했다.

## 목적
공정언론시민연대는 총칙 제1장 제4조를 통해 다음과 같은 사업을 수행한다고 밝히고 있다.
1. 방송뉴스를 중심으로 각 언론에 대한 상시 모니터링
2. 사이트 운영을 통해 공정언론 실현을 위한 여론 형성
3. 편파적 보도에 대한 법적 대응
4. 공정언론 실현을 위한 법제도 연구
5. 공정언론을 위한 각종 토론회 개최
6. 시민과 청년들에 대한 공정미디어의 중요성과 그 실현방도 교육
7. 모니터 보고서와 자료집, 홍보용 교양서 발간, 뉴스레터 발행
8. 공정언론을 희망하는 제 단체와 연대활동
9. 기타 제2조와 규정된 목적을 달성하는데 필요한 사업

## 같이 보기
- 한국언론인연합회
  - 한국참언론인대상
- 민주언론시민연합